# Mareanivka, Horohiv
Mareanivka (în ucraineană Мар`янівка) este o așezare de tip urban din raionul Horohiv, regiunea Volînia, Ucraina. În afara localității principale, nu cuprinde și alte sate.

## Demografie
Componența lingvistică a așezării de tip urban Mareanivka
     Ucraineană (99,07%)
     Alte limbi (0,94%)
Conform recensământului din 2001, majoritatea populației așezării de tip urban Mareanivka era vorbitoare de ucraineană (99,07%), existând în minoritate și vorbitori de alte limbi.